# Hervé Island
Hervé Island (englisch; bulgarisch остров Алшех ostrow Alschech) ist eine größtenteils vereiste, in südsüdwest-nordnordöstlicher Ausrichtung 900 m lange, 290 m breite und 14,16 Hektar große Insel im Archipel der Biscoe-Inseln westlich der Antarktischen Halbinsel. Sie gehört zu den Barcroft-Inseln und liegt 260 m südlich des Kuno Point von Watkins Island, 1,53 km nordwestlich von St. Brigid Island und 1,1 km südöstlich von Belding Island.
Die bulgarische Kommission für Antarktische Geographische Namen benannte sie 2021 nach dem chilenischen Geologen Francisco Hervé (* 1942) für seine Beiträge zur Antarktisgeologie und zur Unterstützung des bulgarischen Antarktisprogramms.